# Nidfurn

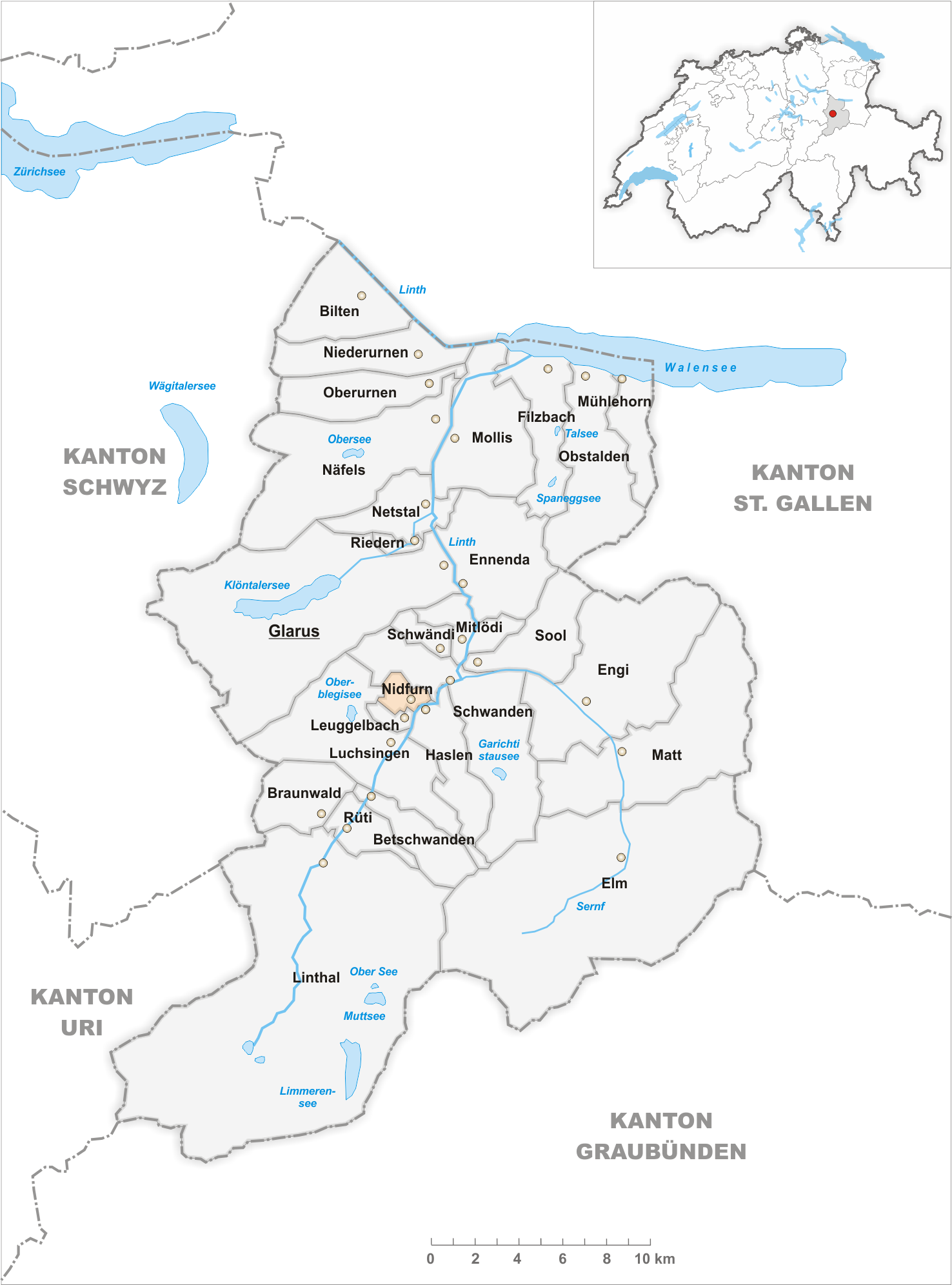
Gemeindestand vor der Fusion am 30. Juni 2006

Nidfurn ist eine Ortschaft in der ehemaligen politischen Gemeinde Haslen des Kantons Glarus in der Schweiz. Nidfurn war bis zum 1. Juli 2006 eine selbstständige Gemeinde.
Im Jahr 2011 wurde Haslen (Nidfurn, Leuggelbach, Haslen) in die Grossgemeinde Glarus Süd integriert.

## Wappen
Blasonierung: In Blau schräg gestellter gelber Pfeil begleitet oben von gelber Rose und unten von sechsstrahligem gelbem Stern
Im Wappen sind die Geschlechter durch Symbole Schmid (Pfeil), Blumer (Rose) und Böniger (Stern)
dargestellt.

## Geographie
Nidfurn liegt an der Strasse Schwanden–Linthal–Urnerboden UR–Klausenpass. Das Tal ist hier nach Süden gerichtet und weitet sich auf einen Kilometer Breite aus. Von der Gemeindefläche sind 4,7 % besiedelt, 33,3 % dienen der Landwirtschaft, 47,3 % sind  bewaldet und 14,7 % sind unproduktiv.
Nach dem Ort ist der nahegelegene Berg Nidfurner Turm benannt.

## Bevölkerung
| Bevölkerungsentwicklung | Bevölkerungsentwicklung |
| Jahr                    | Einwohner               |
| ----------------------- | ----------------------- |
| 1960                    | 382                     |
| 1990                    | 279                     |
| 2000                    | 258                     |
| 2005                    | 271                     |
| 2007                    | 258                     |

Die Bevölkerungszahl verringerte sich zwischen den Jahren 1850 und 1888 von über 600 auf knapp 400. Zwischen 1960 und 1990 sank die Zahl der Nidfurnerinnen und Nidfurner aber stetig von 382 auf 279 weiter und pendelte sich ein. Der heutige Stand liegt bei 258. Die heutige Wohnbauförderung könnte aber eventuell zunehmend Früchte tragen.

## Politik
Die Sozialdemokratische Partei der Schweiz (SP) hat 73,9 % Wahlanteil, 26,1 % der Wählerstimmen entfallen auf andere Parteien (2003).

## Wirtschaft
Nidfurn ist durch die Eisenbahnlinie Glarus–Linthal und durch die Kantonsstrasse für den öffentlichen und den Individualverkehr erschlossen. In Nidfurn hat sich an und für sich keine grössere Industrie entwickelt, deshalb pendeln rund 60 % der Erwerbstätigen in andere Gemeinden des Kantons Glarus und angrenzende Kantone. Im Jahr 2002 baute die Marelcom, die bis dahin in Haslen domiziliert war, eine neue Produktionsstätte für Produkte wie zum Beispiel LED-Flüssigkristallanzeigen und Folien- und Silikontastaturen. Und schon im Jahr 1998 baute die Tödiplast in Nidfurn ihr neues Produktionsgebäude.

## Geschichte

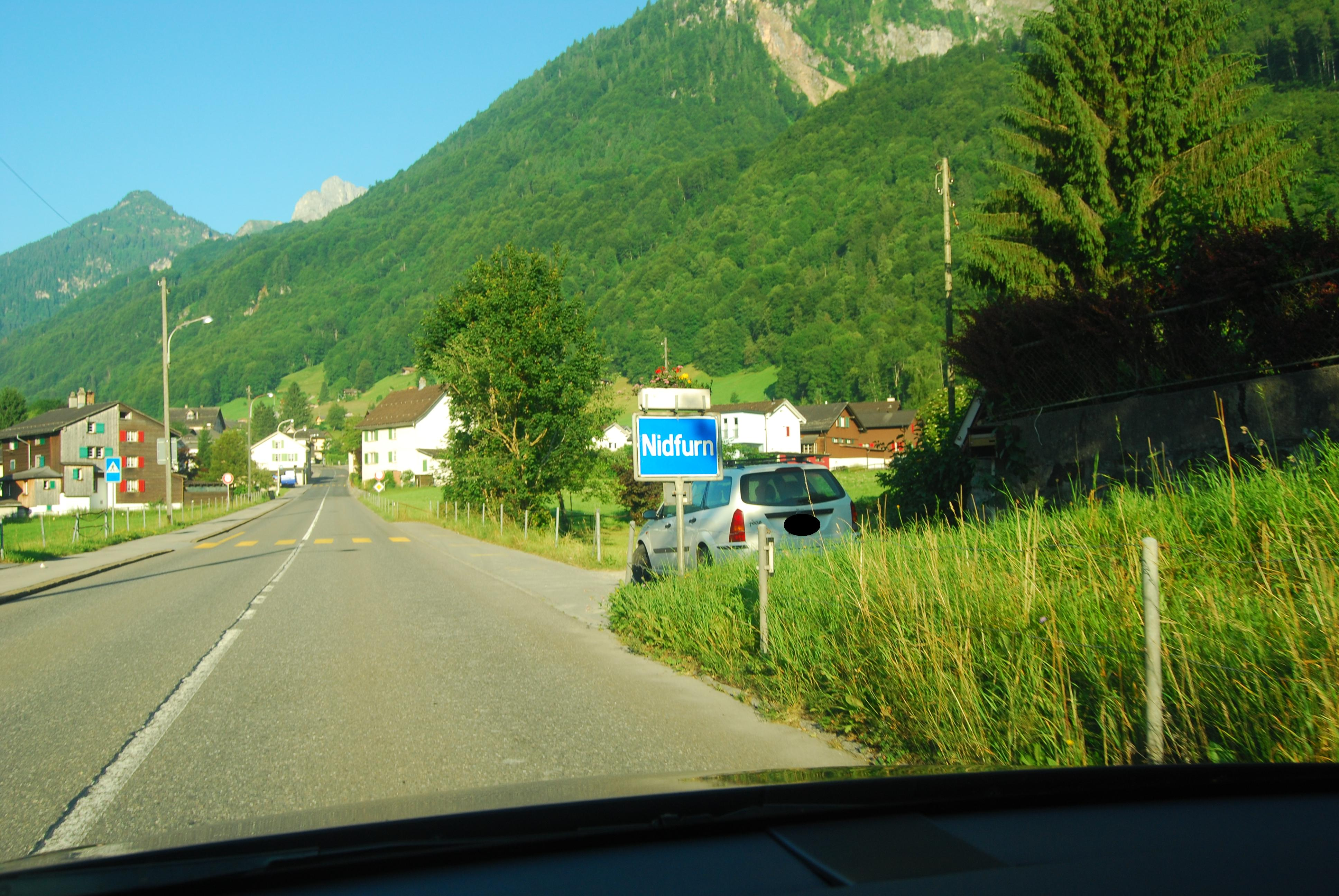
Dorfeingang von Nidfurn

Die Gemeinde wurde im Habsburgischen Urbar von 1302 erstmals als ze Nitfúre erwähnt. Der Name wird von Fur für Abhang abgeleitet. Nidfurn trennte sich 1350 von der Kirche Glarus, seither sind die Nidfurner in Schwanden kirchgenössig.
1879 kam es zum Anschluss der Gemeinde ans Eisenbahnnetz der Nordostbahn (Bahnhof Nidfurn-Haslen). In den 1960er Jahren wurde das Projekt Tödi–Greina (Ziegelbrücke–Glarus–Trun–Biasca) lanciert, wurde aber nicht ausgeführt. Das hätte die Chance für eine bessere Industrialisierung praktisch aller Talgemeinden sein können.
Per 1. Juli 2006 wurde die Fusion der Gemeinden Haslen, Leuggelbach und Nidfurn zur  neuen Gemeinde Haslen rechtskräftig. Im Jahr 2011 folgt der durch die Landsgemeinde beschlossene Zusammenschluss aller Gemeinden des Kantons Glarus zu drei Grossgemeinden. Nidfurn wird dadurch Teil von Glarus Süd, welches die heutige Region Glarus Hinterland und Sernftal mit den Gemeinden Mitlödi, Schwändi, Sool, Schwanden, Haslen, Luchsingen, Betschwanden, Rüti, Braunwald, Linthal, Engi, Matt, Elm umfasst.